# Eva Mähl
Eva Mähl (* 27. Oktober 1965 in Hamburg) ist eine deutsche Fernsehmoderatorin und Schauspielerin.

## Biografie
Eva Mähl kam in Hamburg als Tochter einer Historikerin und eines Literaturprofessors zur Welt. Sie wuchs in Hamburg, Regensburg, Kiel und München auf. Nach ihrem Schulabschluss absolvierte sie eine Ausbildung zur Grafik-Designerin in München. Es folgte eine Karriere als internationales Fotomodell.
Seit 1994 arbeitet sie hauptberuflich als Moderatorin und Schauspielerin, 1996 löste sie Sabine Noethen als Moderatorin des ProSieben-Magazins taff ab und moderierte dieses bis 1998.
Seit 1995 ist sie in verschiedenen Fernsehformaten des Bayerischen Rundfunks zu sehen (u. a. Die Komiker, Grünwald Freitagscomedy, Die Willy-Astor-Show, Kanal fatal).
1999 moderierte sie die 13. Ausgabe der Songs an einem Sommerabend in Bad Staffelstein.
Von 2000 bis 2005 moderierte sie die Verleihung des Bayerischen Kabarettpreises.
Von 2005 bis 2012 war Mähl vertretende Moderatorin des Infotainmentmagazins Galileo. Als Schauspielerin übernahm Mähl mehrere Gastrollen in der ZDF-Serie Die Rosenheim-Cops und tritt regelmäßig als Moderatorin von Gala-Veranstaltungen für Unternehmen in Erscheinung.
Sie ist geschieden und Mutter zweier Kinder.

## Filmografie (Auswahl)
- 1995–1996: Willy-Astor-Show (Show)
- 1996: Gottschalks Hausparty (Show)
- 1996: Leben & Wohnen (Fernsehsendung)
- 1996–1998: taff (Fernsehsendung, über 300 Folgen)
- 1997: Muttertag (Fernsehfilm)
- 1997–1998: Kanal Fatal (8 Folgen)
- 1998: Anwalt Abel – Die Spur des Mädchenmörders (Fernsehserie)
- 1998: Comedy Factory
- 1998: Herbert und Schnipsi
- 1998: Die Quatschmacher
- 1998–1999: Hallo Schröder!
- 1999: Songs an einem Sommerabend (Moderation)
- 1999–2016: Die Komiker (Fernsehserie)
- 2001: Tierarzt Dr. Engel (Fernsehserie, 1 Folge)
- 2002: Lovers & Friends – Eigentlich lieben wir uns... (Fernsehfilm)
- 2004: Tramitz and Friends
- 2004: Unter vier Augen
- 2006–2010: Galileo (Fernsehsendung)
- 2006–2019: Die Rosenheim-Cops
  - 2006: Die doppelte Venus
  - 2011: Tod eines Schiris
  - 2015: Wahlkampf in Ganting
  - 2019: Ein unliebsamer Mitbewohner
- 2007–2010: Kanal Fatal (Fernsehserie, 8 Folgen)
- 2009: Normal is des ned! (Fernsehserie, 1 Folge)
- seit 2009: Grünwald Comedy (Show)
- 2015: Sedwitz (Fernsehserie, 4 Folgen)
- 2016: Hammer und Sichel (Fernsehserie, 2 Folgen)
- 2017: SOKO München (Fernsehserie, Folge Der Querulant)
- 2018: Alice – Darkest Hour (Regie: Michael Effenberger & Thomas Pill)
- 2018: Hubert und Staller – Puppenmord (Fernsehserie)
- 2019: Watzmann ermittelt (Fernsehserie, 1 Folge)
- 2024: Hundswut (Kinofilm)